# 川滇铁线莲
川滇铁线莲（学名：Clematis clarkeana var. stenophylla）为毛茛科铁线莲属下的一个变种。

## 扩展阅读
- 維基物種上的相關：川滇铁线莲